# Jatropha cathartica
Jatropha cathartica ist eine Pflanzenart in der Gattung Jatropha aus der Familie der Wolfsmilchgewächse (Euphorbiaceae).

## Merkmale
Die Art wächst als Krautige Pflanze mit einer großen, knolligen Wurzel, welche Durchmesser von bis zu 20 Zentimeter erreicht. Es werden mehrere, bis zu 30 Zentimeter lange, fleischige Triebe ausgebildet. Die Seitentriebe sind ausgebreitet. Die tief fünf- bis sieben-gelappten Blätter sind bis 10 Zentimeter lang und bis 6 Zentimeter breit und stehen an einem bis zu 12 Zentimeter langen Blattstiel. Die geteilten Nebenblätter sind bis zu 4 Millimeter lang. 
Der lockere Blütenstand ist vielblütig und steht auf einen 10 Zentimeter langen Stiel. Die männlichen Blüten bilden 2,5 Millimeter lange Kelchblätter und 5 rote und 8 Millimeter lange Kronblätter aus. Die weiblichen Blüten sind bis zu 5 Millimeter groß. Die Kapselfrüchte enthalten 3 Samen.
Die Chromosomenzahl beträgt 2n = 22.

## Vorkommen
Jatropha cathartica ist im Süden von Texas und in Nord-Mexiko in Buschwerk auf Lehmböden verbreitet.

## Taxonomie
Die Erstbeschreibung der Art erfolgte 1832 durch Manuel de Mier y Terán und Jean Louis Berlandier. Synonyme für die Art sind Jatropha berlandieri Torrey (1858) und Adenoropium berlandieri (Torrey) Small (1927).

## Nachweise